# 蓝钦熹
藍欽熹（1967年4月13日—2008年1月4日），為新加坡喜劇演員與電視和廣播主持人，最初是拍攝我愛芳鄰電視劇而走紅。綽號 MC KING 為角色，曾为改运而改名蓝顉嘻。参与过不少新传媒電視劇和梁智强电影。於2008年1月4日在家中暴毙去世。

## 電影
小孩不笨（2002年）飾「乩童翻譯」
跑吧孩子（2003年）飾「賣鞋子的人」
小孩不笨2（2006年）飾「假警探」